# Göran Titus
Göran Lars Titus (Boden, Suecia, 7 de junio de 1967) es un nadador retirado especializado en pruebas de estilo libre. Consiguió una medalla de bronce en la prueba de 4x100 metros estilos durante el Campeonato Europeo de Natación de 1991.
Representó a Suecia durante los Juegos Olímpicos de Seúl 1988 y Barcelona 1992.

## Palmarés internacional
| Campeonato Europeo de Natación | Campeonato Europeo de Natación | Campeonato Europeo de Natación | Campeonato Europeo de Natación |
| Año                            | Lugar                          | Medalla                        | Prueba                         |
| ------------------------------ | ------------------------------ | ------------------------------ | ------------------------------ |
| 1991                           | Atenas ( Grecia)               | Medalla de bronce              | 4x100 m estilos                |